# 통화 안정 증권
통화안정증권(monetary stabilization bond)은 ｢한국은행법｣ 제69조와 ｢한국은행 통화안정증권법｣에 따라 유동성 조절을 목적으로 한국은행이 발행하는 채권이다.

## 역사
통화안정증권은 1961년 11월 ｢한국은행 통화안정증권법｣이 제정되면서 처음 발행되었다.
발행 한도는 1968년 4월 통화량(구M1)의 10% 이내로 제한된 이후 여러 차례 확대되어 왔으며, 2007년 11월부터는 금융통화위원회가 3개월마다 결정하도록 변경되었다.
1989년 12월에는 ｢한국은행 통화안정증권법｣ 개정으로 기존 할인발행 이외에 액면발행도 가능해졌으며, 1996년 12월부터 2년물 통화안정증권이 발행되기 시작하였다.
2003년 1월부터는 통화안정증권의 만기별 발행 시기를 정례화하였고, 2004년 8월에는 최소 입찰 및 낙찰금액 단위를 기존 50억원에서 100억원으로 상향 조정하였다.
2009년 6월에는 통화안정증권의 수요기반을 확충하고 유동성을 제고하기 위하여 2년물을 대상으로 통합발행 제도를 도입하였으며, 이에 따른 만기집중을 분산하기 위해 조기상환제도를 함께 도입하였다. 이와 함께 금융기관의 발행시장 참여 유인을 강화하기 위해 모집 제도를 도입하였다.
2010년 6월부터는 통화안정증권 1년물에 대해서도 통합발행을 실시하고 있다.

## 특징
- 발행 권한은 한국은행만이 가진다.

(출처 : ｢한국은행 통화안정증권법｣ 제2조)
- 공모발행되는 통화안정증권의 만기는 할인채 10종류(14일, 28일, 63일, 91일, 140일, 182일, 364일, 371일, 392일, 546일), 이표채 3종류(1년, 1년 6개월, 2년) 등 13종목이다.
- 발행 금액은 최소 100억원 단위이다.

## 같이 보기
- 한국은행